# Пуур, Хельмут Александрович
Хельмут Александрович Пуур (29 августа 1928, Saue Rural Municipality — 15 мая 2007, Таллин) — советский борец классического стиля, чемпион и призёр чемпионатов СССР, мастер спорта СССР (1951). Увлёкся борьбой в 1944 году. Участвовал в 12 чемпионатах СССР (1947—1959). Его тренером был Эдгар Пуусепп. Выступал в полулёгкой весовой категории (до 62 кг).

## Спортивные результаты
- Чемпионат СССР по классической борьбе 1950 года — ;
- Чемпионат СССР по классической борьбе 1951 года — ;
- Чемпионат СССР по классической борьбе 1954 года — ;
- Классическая борьба на летней Спартакиаде народов СССР 1956 года — .